# Соково
Со́ково — деревня в Клинском районе Московской области, в составе Воронинского сельского поселения. Население — 43 чел. (2010). До 2006 года Соково входило в состав Слободского сельского округа
Деревня расположена в северной части района, примерно в 15 км к северо-северо-востоку от райцентра Клин, на безымянном левом притоке реки Берёзовка (левый приток Сестра), высота центра над уровнем моря 167 м. Ближайшие населённые пункты — Рогатино на противоположном берегу реки, Аксеново на юго-востоке и Слобода на востоке.

## Население
| 2002 | 2006 | 2010 |
| ---- | ---- | ---- |
| 18   | ↘16  | ↗43  |